# Carlo Antonio Testore
Carlo Antonio Testore   (Milà, 1687 - 1765) fou un lutier milanès.
Era fill del primer membre de la família Testore, Carlo Giuseppe Testore, també un destacat luthier, i va treballar al taller de la família sota el signe de l'Àguila al carrer Contrada Longa de Milà. La mà d'obra i aparença dels seus instruments es considera rugosa, però la qualitat tonal és excel·lent. Una dels seus contrabaixos era propietat i l'interpretava el notable baixista Giovanni Bottesini. Així com també Jiří Panocha del "Quartet Panocha" actuava amb un violí de 1743 de Carlo Antonio Testore. Va ser prolífic i més actiu com a luthier entre 1715 i 1745. Els seus violoncels són molt apreciats.